# Boden's Boy
Boden's Boy è un film muto del 1923 diretto e interpretato da Henry Edwards

## Trama
Un commerciante manda il figlio adottivo al college, rinunciando per il suo bene all'amore della segretaria.

## Produzione
Il film fu prodotto dalla Hepworth.

## Distribuzione
Distribuito dalla Hepworth, il film uscì nelle sale cinematografiche britanniche nell'ottobre 1923.
Si pensa che sia andato distrutto nel 1924 insieme a gran parte degli altri film della Hepworth. Il produttore, in gravissime difficoltà finanziarie, pensò in questo modo di poter almeno recuperare l'argento dal nitrato delle pellicole.